# Gary Taxicab Company
Gary Taxicab Company war ein US-amerikanischer Hersteller von Automobilen.

## Unternehmensgeschichte
Das Unternehmen wurde 1909 in Chicago in Illinois gegründet. Die Produktion von Automobilen begann. Der Markenname lautete Gary. Noch im gleichen Jahr endete die Produktion.
Es gab keine Verbindungen zum Pkw-Hersteller Gary Automobile Manufacturing Company und zum Nutzfahrzeughersteller Gary Motor Corporation.

## Fahrzeuge
Im Angebot standen Taxis. Ein Ottomotor mit 18 PS Leistung trieb die Fahrzeuge an. Besonderheit war, dass der Motor innerhalb von 20 Minuten gewechselt werden konnte. Der Aufbau war ein Landaulet. Der Fahrer saß im Freien. Hinter ihm war das Abteil für die Fahrgäste.